# Kup Nogometnog saveza Koprivničko-križevačke županije
Kup Nogometnog saveza Koprivničko-križevačke županije je nogometno kup-natjecanje za klubove s područja Koprivničko-križevačke županije kojeg organizira Nogometni savez Koprivničko-križevačke županije. 

Pobjednik i finalist natjecanja stječu pravo nastupa u Hrvatskom nogometnom kupu. U natjecanju ne sudjeluju klubovi koji imaju izravan plasman u Hrvatski nogometni kup po ostvarenom koeficijentu.

## Dosadašnje završnice
| sezona    | pobjednik                 | rezultat završnice | poraženi                 | napomene                                                   |
| --------- | ------------------------- | ------------------ | ------------------------ | ---------------------------------------------------------- |
| 1994./95. | Slaven Belupo Koprivnica  |                    |                          |                                                            |
| 1995./96. | Slaven Belupo Koprivnica  |                    |                          |                                                            |
| 1996./97. | Slaven Belupo Koprivnica  |                    |                          |                                                            |
| 1997./98. | Slaven Belupo Koprivnica  |                    | Podravac Virje           |                                                            |
| 1998./99. | Koprivnica                |                    | Podravac Virje           |                                                            |
| 1999./00. | Mladost Molve             |                    | Koprivnica               |                                                            |
| 2000./01. | Podravac Virje            |                    | Koprivnica               |                                                            |
| 2001./02. | Podravac Virje            |                    | Omladinac Sloga Herešin  |                                                            |
| 2002./03. | Koprivnica                |                    | Viktorija Vojakovac      |                                                            |
| 2003./04. | Koprivnica                |                    | Podravac Virje           |                                                            |
| 2004./05. | Koprivnica                |                    | Kalinovac                |                                                            |
| 2005./06. | Križevci                  |                    | Koprivnica               |                                                            |
| 2006./07. | Koprivnica                |                    | Mladost Molve            |                                                            |
| 2007./08. | Križevci                  |                    | Mladost Molve            |                                                            |
| 2008./09. | Koprivnica                |                    | Podravac Virje           |                                                            |
| 2009./10. | Borac Imbriovec           |                    | Podravac Virje           |                                                            |
| 2010./11. | Koprivnica                |                    | Podravac Virje           |                                                            |
| 2011./12. | Koprivnica                | 4:0                | Mladost Mali Otok        | igrano u Koprivnici na Gradskom stadionu                   |
| 2012./13. | Borac Imbriovec           | 4:0                | Drava Novigrad Podravski | igrano u Koprivnici na Gradskom stadionu                   |
| 2013./14. | Borac Imbriovec           | 4:1                | Podravac Virje           | igrano u Koprivnici na Gradskom stadionu                   |
| 2014./15. | Koprivnica                | 3:0                | Tehničar 1974 Cvetkovec  | igrano u Koprivnici na Gradskom stadionu                   |
| 2015./16. | Podravac Virje            | 0:0 (4:2 11 m)     | Koprivnica               | igrano u Koprivnici na Gradskom stadionu                   |
| 2016./17. | Borac Imbriovec           | 1:0                | Križevci                 | igrano u Koprivnici na Gradskom stadionu "Ivan Kušek Apaš" |
| 2017./18. | Koprivnica                | 4:0                | Križevci                 | igrano u Virju na Sportskom parku                          |
| 2018./19. | Mladost Kloštar Podravski | 2:1                | Borac Imbriovec          | igrano u Koprivnici na Gradskom stadionu "Ivan Kušek Apaš" |
| 2019./20. | Tehnika-Koprivnica        | 3:1                | Ferdinandovac            |                                                            |
| 2020./21. | Borac Imbriovec           | 1:0                | Radnik Križevci          | igrano u Koprivnici na Gradskom stadionu "Ivan Kušek Apaš" |
| 2021./22. | Tehničar Cvetkovec        | 0:0 (5:4 11 m)     | Radnik Križevci          | igrano u Koprivnici na Gradskom stadionu "Ivan Kušek Apaš" |
| 2022./23. | Radnik Križevci           | 6:0                | Tomislav Drnje           | igrano u Križevcima na Gradskom stadionu                   |
| 2023./24. | Radnik Križevci           | 2:0                | Ferdinandovac            | igrano u Virju na Sportskom parku                          |
| 2024./25. | Radnik Križevci           | 3:1                | Koprivnica               | igrano u Koprivnici na Gradskom stadionu "Ivan Kušek Apaš" |

## Poveznice
- Nogometni savez Koprivničko-križevačke županije
- Koprivničko-križevački županijski nogometni savez
- Hrvatski nogometni kup
- 1. ŽNL Koprivničko-križevačka
- 2. ŽNL Koprivničko-križevačka
- 3. ŽNL Koprivničko-križevačka
- 4. ŽNL Koprivničko-križevačka